# Plompe lori's
De plompe lori's (Nycticebus) zijn een geslacht uit de familie loriachtigen (Lorisidae). De wetenschappelijke naam van het geslacht werd in 1812 gepubliceerd door Étienne Geoffroy Saint-Hilaire. De soorten van dit geslacht hebben een gifklier aan de binnenzijde van de elleboog. De dieren smeren zichzelf en hun jongen in met dit gif vermengd met speeksel, als afschrikking tegen parasitaire geleedpotigen en tegen mogelijke predatoren. Daarnaast kunnen de soorten een giftige beet geven.

## Taxonomie
Er worden 8 soorten tot dit geslacht gerekend:
- Geslacht: Nycticebus (Plompe lori's)
  - Soort: Nycticebus bancanus Lyon, 1906
  - Soort: Nycticebus bengalensis (Lacépède, 1800) – Bengaalse plompe lori
  - Soort: Nycticebus borneanus Lyon, 1906
  - Soort: Nycticebus coucang (Boddaert, 1785) – Grote plompe lori
  - Soort: Nycticebus hilleri Stone & Rehn, 1902
  - Soort: Nycticebus javanicus É. Geoffroy, 1812
  - Soort: Nycticebus kayan Munds, Nekaris & Ford, 2013
  - Soort: Nycticebus menagensis (Lydekker, 1893)

Uit onderzoek in 2013 werden 4 soorten uit Borneo afgesplitst van de grote plompe lori (Nycticebus coucang), namelijk: N. bancanus, N. borneanus, N. kayan en N. menagensis. In 2022 werd de kleine plompe lori naar een eigen geslacht verplaatst: Xanthonycticebus. In 2023 werd de soortstatus van Nycticebus hilleri bevestigd door genetisch onderzoek.